# Genévrier de Chine
Espèce
Statut de conservation UICN

 LC  : Préoccupation mineure

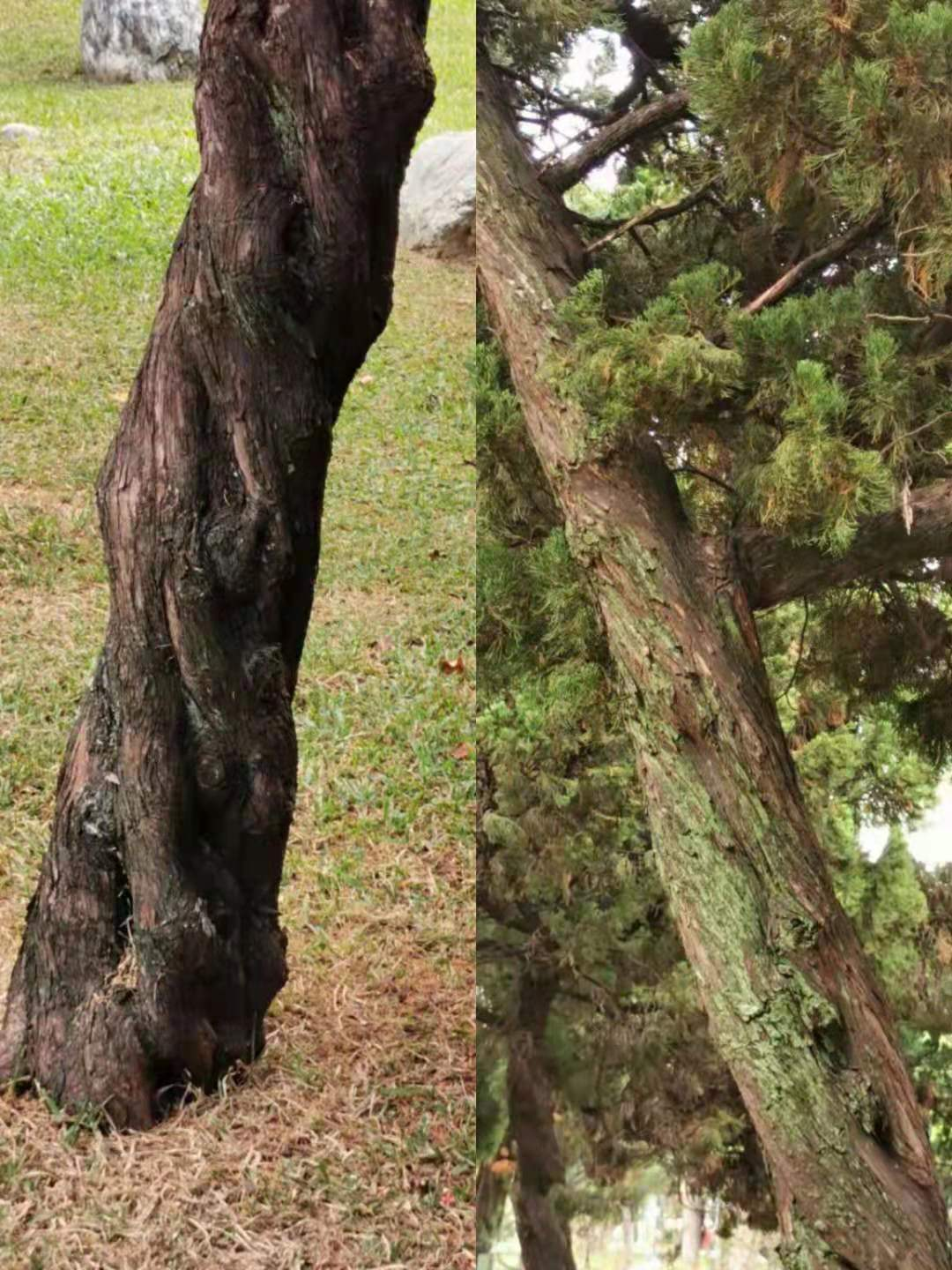
Juniperus chinensis L. var.kaizuka Hort.

Le genévrier de Chine (Juniperus chinensis) est une espèce d'arbres appartenant au genre Juniperus et à la famille des Cupressaceae. Il est originaire du continent asiatique.

## Origine
L'espèce est originaire de Chine, du Japon, de Corée, de Birmanie et de Russie.

## Caractéristiques

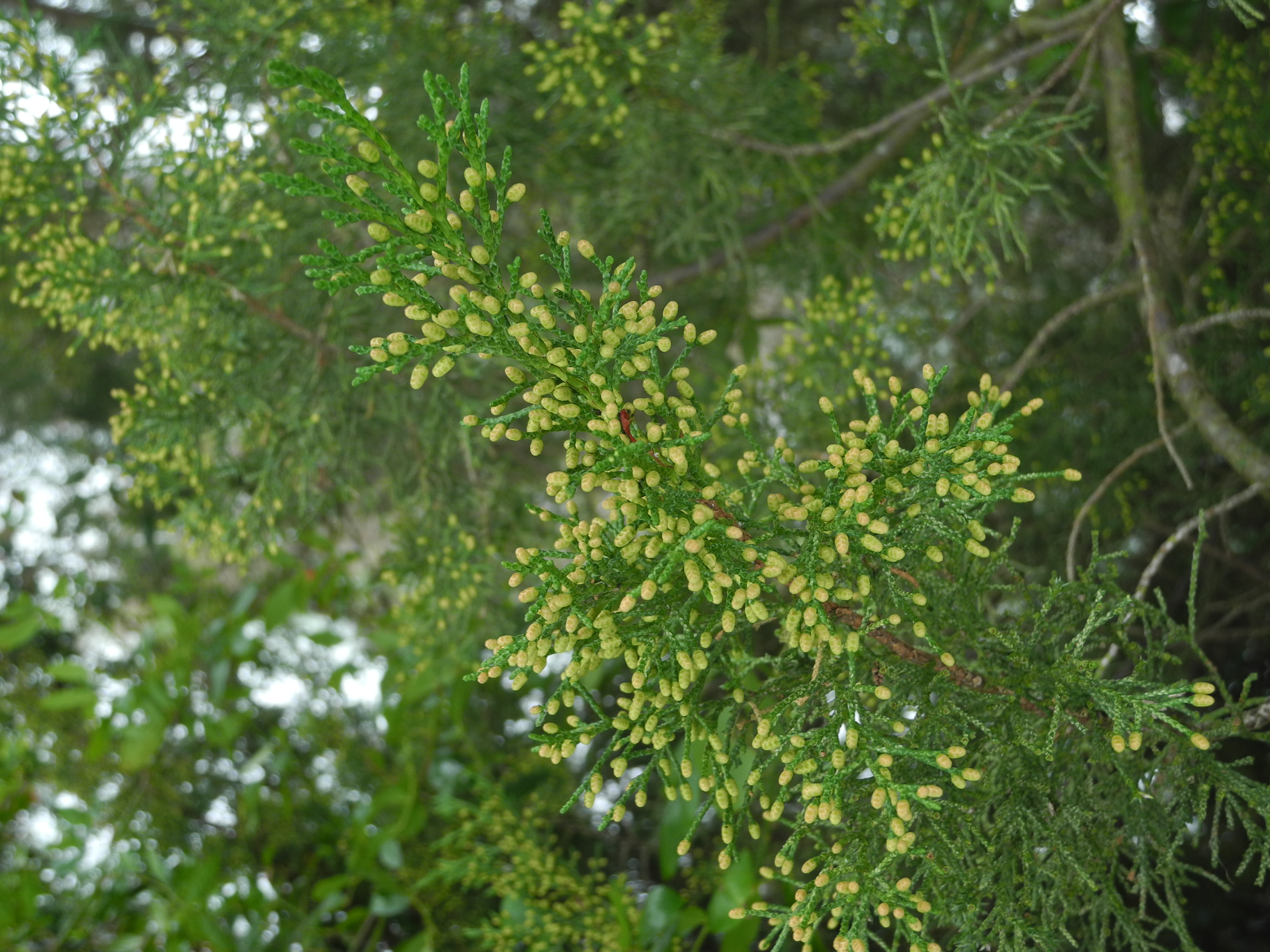
L'arbre identifié comme numéro 229 se trouve dans le Bergpark Wilhelmshöhe, un parc paysager de grande renommée à Kassel, en Hesse. Ce parc est célèbre pour son art paysager impressionnant et est classé au patrimoine mondial de l'UNESCO.

Juniperus chinensis est un arbre à port généralement pyramidal (variable selon les cultivars), pouvant atteindre 25 mètres de haut et à écorce brun-grisâtre. Son feuillage est composé de feuilles en aiguilles longues de 6 à 12 mm, opposées ou verticillées par 3, avec deux bandes stomatiques blanches ; et de feuilles en écailles, longues de 1,5 à 3 mm, opposées et appliquées au rameau.
L'espèce est dioïque ou rarement monoïque. Elle produit des cônes mâles jaunes, longs de 4 à 6 mm, et des cônes femelles charnus, subglobuleux ("baies"), de 4 à 9 mm de diamètre, murissant en 2 ans et contenant généralement 2 à 3 graines brunes, ovoïdes à 3 angles. La pollinisation est anémogame, et se déroule d'avril à mai.

## Utilisation
Le genévrier de Chine est ses cultivars sont utilisés comme plante ornementale en horticulture. On l'utilise comme plante spécimen ou en couvre-sol, selon la variété.

## Agriculture et horticulture

### Méthode de propagation
Semis ou par greffage pour les cultivars.

### Besoins de culture
- Lumière : soleil, mi-ombre
- Sol : supporte terrains secs et calcaires, essence rustique.
- Entretien : aucun

Supporte bien la taille, utilisation topiaire ou 'zen' possible.

### Variétés cultivées
Il existe une centaine de cultivars du genévrier de Chine sur le marché, tant des plantes au port pyramidal que rampant.
- J. chinensis ‘Aurea’: Port dressé, feuillage doré
- J. chinensis ‘Columnaris’: Port en cône étroit
- J. chinensis  ‘Columnaris Glauca’: Pyramidal étroit, de couleur bleu
- J. chinensis ‘Old Gold’: Feuillage doré convenant bien aux rocailles

L'espèce, croisée avec le Juniperus sabina, donne un hybride Juniperus x pfitzeriana, qui a des rameaux aux extrémités retombantes ainsi qu’un feuillage squamiforme vert clair.

### Ennemis
Cette variété de genévrier est l'hôte principal de plusieurs maladies cryptogamiques appelées rouilles grillagées, dont la rouille grillagée du poirier qui a comme hôte secondaire le poirier auquel il cause de très importants dégâts au niveau des feuilles, des rameaux et des fruits.
Principaux ennemis : araignées rouges et coléoptères, rouille grillagée, rouille, dépérissement physiologique, armillaires, chenilles de mineuse, cochenilles, pucerons.